# Magazijn (opslagplaats)

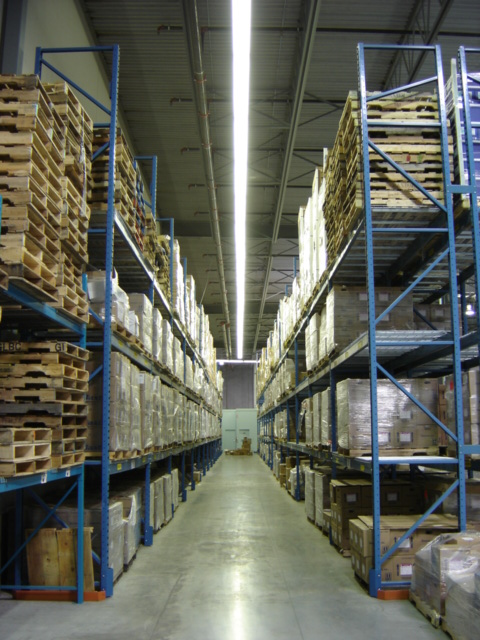
Een magazijn met palletstellingen

Een magazijn is een ruimte waarin goederen tijdelijk opgeslagen worden. 
Vaak is deze ruimte ingedeeld in locaties. Er wordt dan in een administratie bijgehouden welk product zich op een bepaalde locatie bevindt, en in welke hoeveelheid. 
Goederen worden zowel in blokstapeling als in magazijnstellingen geplaatst, dit is afhankelijk van uitvoering en afmetingen van de goederen die opgeslagen dienen te worden.
Volgende systemen kunnen gebruikt worden:
- blokstapeling
- rongenstellingen
- legbord of archief-stellingen
- grootvakstellingen
- palletstellingen
- hoogbouwstellingen
- sheetbox
- inrijstellingen
- draagarmstellingen
- uitrolstellingen
- schuifladenstellingen
- tussenvloer of bordes-vloeren

Geautomatiseerde magazijnen zijn opgebouwd uit een van deze typen van stellingen en vervolgens uitgebreid met kranen of manipulatoren en rollenbanen, die het menselijk handelen van het in- en uitladen in de stellingen vervangen.